# Agnia (Błagowieszczenska)
Agnia, imię świeckie Anna Nikiticzna Błagowieszczenska (ur. 28 listopada 1868 w Dosifiejewej Pustyni, zm. 25 stycznia 1938 w Czerepowcu) – rosyjska mniszka prawosławna, ostatnia przełożona monasteru Narodzenia św. Jana Chrzciciela w Leuszynie.

## Życiorys
Jej ojciec służył w cerkwi jako psalmista i lektor (bez chirotesji lektorskiej). Ukończyła szkołę parafialną, gdzie nauczyła się czytać i pisać. Jako czternastoletnia dziewczynka zamieszkała w żeńskiej wspólnocie żyjącej według reguły zakonnej w Leuszynie (otrzymała ona w 1885 status monasteru). W 1891 została w niej posłusznicą. Zaliczała się do najbliższych uczennic duchowych i współpracownic przełożonej wspólnoty, ihumeni Taisy. Znaczący wpływ na nią miał także ojciec duchowy ihumeni Taisy, Jan Kronsztadzki. W monasterze była przełożoną posłusznic, od 1904 – pomocnicą ekonomki, a następnie ekonomką (pełniąca dotąd te obowiązki mniszka Serafina została przełożoną nowo utworzonego Monasteru Terapontowskiego). W 1905 złożyła wieczyste śluby mnisze, przyjmując imię zakonne Agnia. Rok później otrzymała nagrodę synodalną "Błogosławieństwo Świętego Synodu".
Po śmierci ihumeni Taisy w 1915 została przez inne siostry wybrana na nową przełożoną monasteru. Świątobliwy Synod Rządzący potwierdził jej nominację i nadał jej godność ihumeni. Kontynuowała działalność swojej poprzedniczki, w tym kierowanie szkołą nauczycielską.
Po rewolucji październikowej monaster, aby przetrwać, oficjalnie został przekształcony w rolniczą spółdzielnię pracy. Początkowo jej działalność – w tym działalność ihumeni Agni, przewodniczącej spółdzielni – była wysoko oceniana. W 1922 mniszka została jednak aresztowana, a następnie skazana na pięcioletnią zsyłkę. Następnie żyła z kilkoma siostrami w domu w Czerepowcu. W listopadzie 1937 cała grupa ośmiu mniszek oraz przebywająca z nimi młodsza siostra ihumeni została aresztowana. Wszystkie kobiety zostały skazane na dziesięć lat łagrów, jedynie ihumeni wymierzono karę śmierci. Wyrok został wykonany w styczniu 1938.